# Coccocarpiaceae
Coccocarpiaceae is een botanische naam voor een familie van korstmossen behorend tot de orde Peltigerales. Het typegeslacht is Coccocarpia.
De familie bestaat uit de volgende drie geslachten:
- Coccocarpia
- Peltularia
- Spilonema